# Scarlet D'Carpio
Scarlet D'Carpio (Los Ángeles, 16 de septiembre de 1994) es una cantante, soprano lírica y compositora peruana nacida en Estados Unidos. 
Comenzó su carrera artística en la música clásica en 2019, desempeñándose en el registro de voz soprano lírica. Más tarde, a partir de 2022, se consolida en los géneros timba, fusión, reparto y salsa, bajo su simple nombre artístico Scarlet.

## Biografía

### Primeros años
Nació el 16 de septiembre de 1994 en la ciudad de Los Ángeles, estado de California, Estados Unidos, proveniente de una familia de raíces peruanas. A temprana edad, se muda al Perú, instalándose en la capital Lima. Tras concluir la secundaria, D'Carpio vuelve a los Estados Unidos para estudiar música en Irvine en el año 2014.

### Carrera musical
Pero fue hasta el año 2019, cuando iniciaría su carrera musical como cantante de música clásica, teniendo el registro de voz de soprano lírica. Ya para esa época, estaba en el último año de la universidad, donde tuvo como proyecto final la investigación sobre los compositores peruanos Theodoro Valcárcel y Clotilde Arias, en el cuál presentó acerca de la música andina clásica.
Tras concluir sus estudios, lanza su primer LP Voices in the Andes, estrenada más tarde para 2023, grabado bajo la producción de Corchea Recording Studio en la ciudad de Paramount. En el dicho disco, comprendió el tema de música andina lírica «Chililin», interpretado en el idioma aymara y producida por Arebato Cine.
En el año 2020, lanza su versión del Himno Nacional del Perú, bajo la producción de Francisco García Ayllón, hijo de la cantante criolla Eva Ayllón.
En el año 2021, estrena su segundo LP Peru with an African heart, en el cual comprendió las versiones de «Matarina», «Coplas a Fray Martín» y «Panalivio», siendo presentado en el World Music Global. Hace su debut como cantautora con el tema musical «Tu herencia» para el mismo disco.
Al año siguiente, cambia de género a fusión, añadiendo nuevos estilos musicales como la salsa, la timba, la bachata, el reparto, el pop urbano y la cumbia argentina.
Tras el cambio, en 2023 estrena nuevo material de dancehall «Vacaciones», donde obtuvo éxito en plataformas digitales, bajo la producción musical de Paulo César Morales. Además, ha participado en el Festival Español Hispanidad 2022 al lado de nuevos artistas peruanos.
Lanza los temas musicales en formato reparto «Un maleante como wampi» y «La gata» en 2024.
En el año 2024, estrena su nuevo material San Pedro, bajo el formato de reparto y la producción musical de Nesty. Ya para esa época, se renombra bajo el simple nombre artístico de Scarlet.
En el año 2024, prestó su colaboración con Gaby Zambrano y Ximena Palomino para el lanzamiento de la canción de bachata Por macho, con la participación especial del productor musical Juan Mario Ayacil. A su vez entra la banda sonora de la telenovela Pobre novio, elaborando el tema «Nosotros» con Jeinson Manuel y José Lindley, dando inicio a su incursión en la salsa.
Ya para 2025, estrena la versión salsa de «Latina foreva», interpretada originalmente por Karol G, ganando notoriedad en las redes sociales como TikTok e Instagram.

## Discografía

### Sencillos
- 2023: Voices in the Andes (Deluxe)
- 2023: Peru with an African heart
- 2023: Himno Nacional del Perú
- 2023: Vacaciones
- 2023: Rotos
- 2023: ¿Cómo haces?
- 2024: Remember
- 2024: Por macho
- 2024: Gracias a mi ex
- 2024: Un maleante como wampi
- 2024: Mi gata
- 2024: Dura
- 2024: Ciudad del Pecado
- 2024: Antojito
- 2024: Libertad
- 2024: San Pedro
- 2024: The Christmas Song (cover)
- 2025: Pista, calle, playa
- 2025: Latina